# Tsjoektsjen

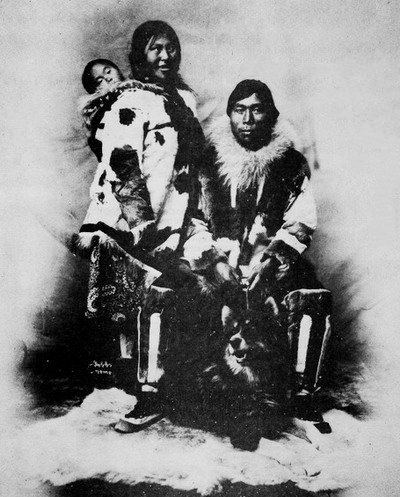
Tsjoektsjen-familie (omstreeks 1900)

De Tsjoektsjen (Russisch: чукчи') zijn een Paleosiberisch volk in het noordoosten van Siberië, grenzend aan de Beringstraat. Het leefgebied komt grotendeels overeen met het autonome district Tsjoekotka in de Russische Federatie. Ze spreken het Tsjoektsjisch en meestal ook Russisch. Ze leven voornamelijk van nomadische rendierteelt, visserij en jacht. Volgens de Russische volkstelling van 2010 waren er 15.908 Tsjoektsjen in Rusland. Van hen spraken nog 5.100 mensen de eigen taal.
Ze stammen af van volken die rond de Zee van Ochotsk leefden en zouden al rond 5000 v.Chr. in hun huidige gebied hebben gewoond. Volgens recent genetisch onderzoek zijn ze de nauwste verwanten in de Oude Wereld van zowel de indianen als de eskimovolkeren in Amerika.

## Woongebied

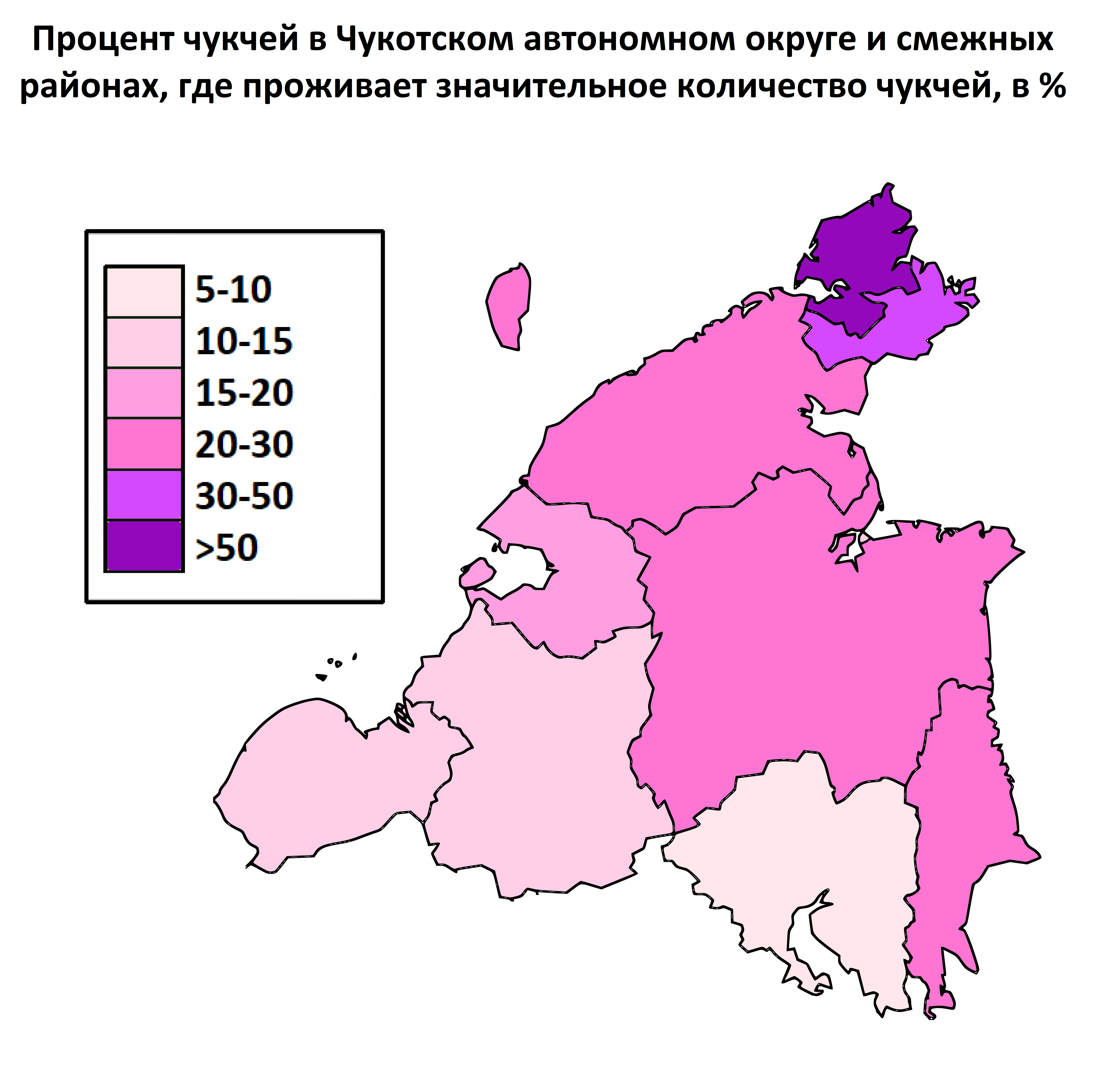
percentage van bewoners van Tsjoekotka

De meerderheid woont in de autonome Okroeg Tsjoekotka, een klein aantal leeft in de republiek Jakoetië ten westen, in de Oblast Magadan in het zuidwesten en in Korjakië ten zuiden van Tsjoekotka. Elders in Rusland en Europa wonen zeer kleine aantallen. Traditioneel worden de Tsjoektsjen onderscheiden in de maritieme, die in huizen (jaranga's) in dorpjes langs de kust woonden en leefden van de jacht op zeezoogdieren; en de rendiertsjoektsjen die semi-nomadisch op de toendra in het binnenland leven en met de seizoentrek van de dieren meegingen. Het zelf fokken van rendieren werd vanaf de 17e eeuw belangrijker. De Russische naam Tsjoektsji is afgeleid van het Tsjoektsjische woord Tsjautsjoe ("rijk aan rendieren"), dat door henzelf gebruikt werd om zich te onderscheiden van de maritieme Tsjoektsjen, ook genoemd Anqallyt ("zee-mensen"). Hun benaming voor de hele etnische groep is Luoravetlan (echt persoon).

## Levensonderhoud

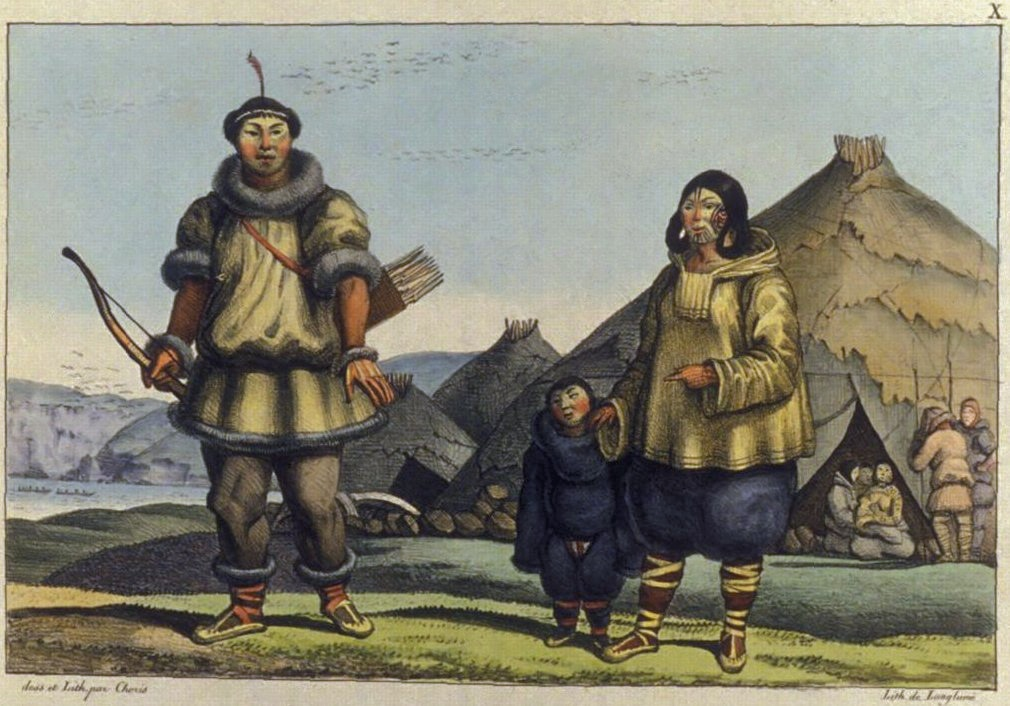
Tsjoektsjen-familie door Louis Choris (1816)

In prehistorische tijden hielden de Tsjoektsjen zich bezig met een nomadische jager-verzamelaar wijze van leven. Tegenwoordig is dat nog in beperkte mate het geval, daarbij wordt gejaagd op zeezoogdieren en rendieren. Vanaf de jaren 1920 organiseerden de Sovjets de economische activiteiten en richtten in totaal 28 collectieve bedrijven in staatseigendom op in Tsjoekotka. Deze waren alle gericht op het hoeden van rendieren, in de kustgebieden aangevuld met jacht op zeezoogdieren en het bewerken van walrusivoor. De bevolking kreeg onderwijs in sovjetscholen; tegenwoordig is vrijwel niemand analfabeet en spreken ze vloeiend Russisch. 
Na het einde van de Sovjet-Unie werden de collectieve rendierfarms gereorganiseerd en geprivatiseerd. Dit proces had een nadelige invloed op de dorpsgebaseerde economie. De regio is dit nog niet volledig te boven. Veel bewoners konden slechts overleven met humanitaire hulp. Slechts een deel van hen is tegenwoordig nog betrokken bij het rendierhouden en de jacht, en leeft nog deels nomadisch in jaranga tenten.

## Relatie met Russen
Russen kwamen voor het eerst in contact met de Tsjoektsjen toen ze in 1643 de rivier Kolyma bereikten, en in 1649 de Anadyrrivier. De route van Nizjnekolymsk naar het fort bij Anadyrsk aan de zuidwestkant van het Tsjoektsjengebied werd een belangrijke handelsroute. De reis over land van Jakoetsk naar Anadyrsk duurde ongeveer zes maanden.
De eerste vijftig jaar werd aan de Tsjoektsjen weinig aandacht besteed omdat ze vrij oorlogszuchtig waren en weinig bont hadden. Rond 1700 laaiden de gevechten op toen de Russen actief werden op het schiereiland Kamtsjatka en ze zich moesten beschermen tegen de Tsjoektsjen en Korjaken. De eerste poging om hen te verslaan was in 1701. Andere expedities werden uitgezonden in 1708, 1709 en 1711; met veel verliezen maar weinig succes. Een volgend conflict brak uit in 1729, toen de Tsjoektsjen een expeditie uit Ochotsk versloegen en de commandant doodden. De leiding kwam daarna in handen van majoor Dmitri Pavloetski, die zeer destructieve tactieken toepaste: afbranden van dorpen, doden, rendieren wegjagen, vrouwen en kinderen gevangen nemen. In 1742 besloot de regering in St. Petersburg tot een volgende oorlog, waarbij de Tsjoektsjen en Korjaken geheel vernietigd moesten worden. Deze strijd (1744–47) werd met vergelijkbare wreedheid uitgevoerd en eindigde toen in maart 1747 Pavloetski werd gedood.

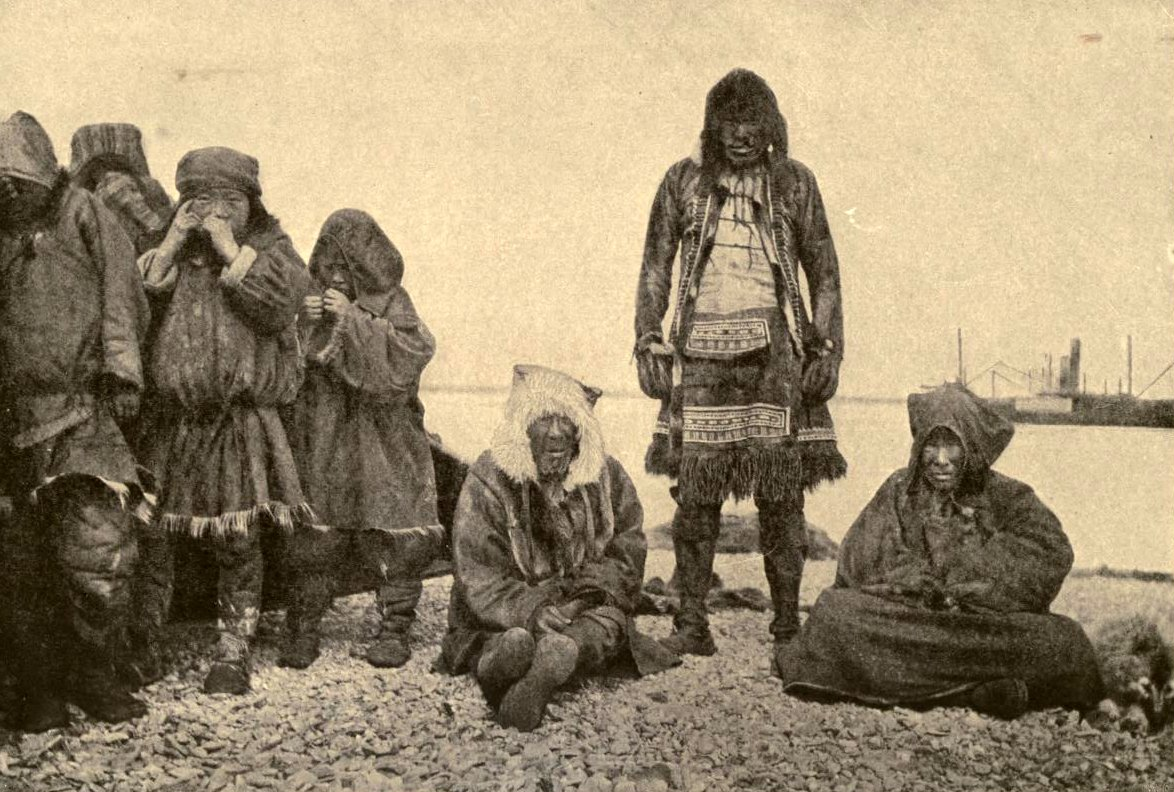
Tsjoektsjen bij de Anadyr (rivier) (1906)

In 1762 schakelde St. Petersburg over op een ander beleid. Het aanhouden van het fort Anadyrsk had ruim 1,3 miljoen roebel gekost, maar slechts 30.000 belastingopbrengsten opgeleverd; ze verlieten het in 1764. De plaatselijke bevolking, die niet langer werd geprovoceerd, begon met de Russen te handelen. Vanaf 1768 namen ze deel aan een jaarlijkse beurs aan de Kolyma. Een andere beurs ging in 1775 van start aan de Angarka, een zijrivier van de Grote Anjoej. De handel liep terug aan het eind van de 19e eeuw toen Amerikaanse- en andere walvisvaarders met hun goederen aan land begonnen te komen. De eerste Russisch-orthodoxe missionarissen kwamen in de loop van de 19e eeuw in Tsjoekotka aan.

### Sovjetperiode
Behalve vier orthodoxe scholen, waren er tot tegen 1930 geen scholen in het gebied. De Sovjets introduceerden in 1932 het Latijnse alfabet en vervingen het in 1937 door het cyrillische. In 1934 leefde nog rond 70% van de Tsjoektsjen nomadisch. In 1941 was nog 90% van de rendieren privébezit. Tot in de jaren '50 trokken zogenaamde koelakken rond met hun eigen kudden. Na 1990 met de val van de Sovjet-Unie, trokken veel Russen uit het gebied weg.

### Racisme
Tsjoektsjen worden vaak racistisch bejegend door Russen. In Rusland circuleert een ruim arsenaal aan Tsjoektsjenmoppen die stuk voor stuk de clou hebben dat Tsjoektsjen primitief of dom zouden zijn.

## Afbeeldingen

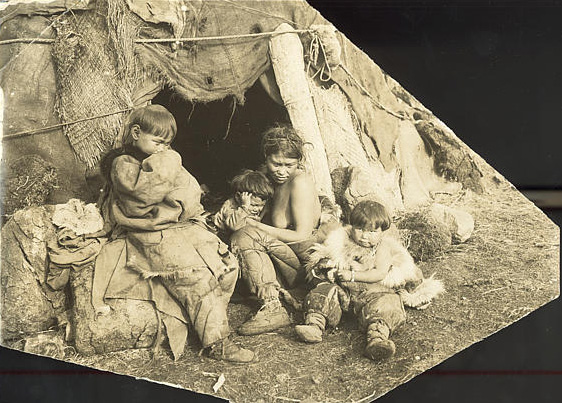
Familie bij jaranga
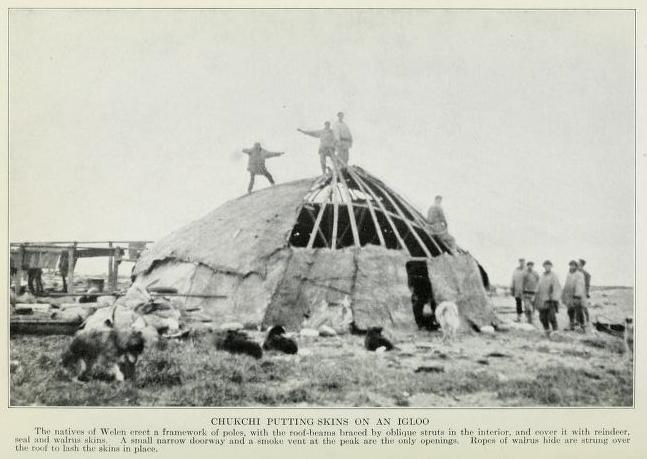
Bouwen van een jaranga, Uelen, 1913
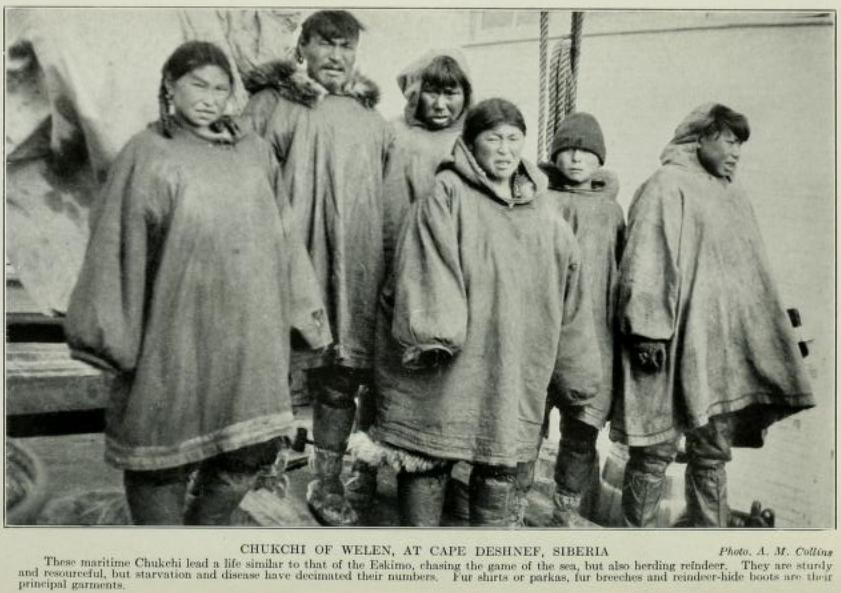
Bewoners van Uelen
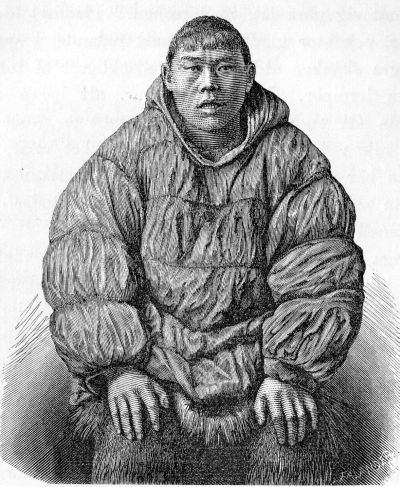
Man in jas van zeehonden-ingewanden